# Diénes Antal
Diénes Antal (Ikafalva, 1782. október 19. – Kecskemét, 1848. szeptember 19.) piarista rendi pap, tanár, költő.

## Élete
1803-ban lépett a rendbe Kecskeméten és 1804-ben ugyanott, 1805. Debrecenben, 1806. Tatán a gimnázium alsóbb osztályaiban tanított, 1807–1808-ban Vácon bölcselethallgató volt, 1809-ben Szentgyörgyön, 1810-ben Nyitrán teológus és gimnáziumi tanár ugyanott; 1811–1817-ben Kolozsvárt, 1818–1821-ben ugyanott a világtörténelem és filozófia tanára; 1822–1823-ban Sátoraljaújhelyt, 1824-ben Kalocsán gimnáziumi tanár, rektor és igazgató 1848-ig.

## Művei
- Örvendező versek, melyeket nagym. főtiszt. Rudnay Sándor úrnak és erdélyi nagyfejedelemség püspökének… első megérkezése alkalmatosságával a kolozsvári kegyes iskolák nevében bemutatott. Kolozsvár, 1816
- Augustissimo Francisco primo Austriae imperatori, Hung. Boh… regi, dum Claudiopolim inviseret, collegii Theresiani s. p. et lycei regii nomine dicata. 1817. Uo.